# Susanne Alfvengren
Susanne Irene Lund Alfvengren, född Alfvengren den 12 februari 1959 i Visby, är en svensk sångerska, artist och sångtextförfattare.

## Biografi
Alfvengren är dotter till Kjell Alfvengren och Marie-Louise Sahlberg. Efter vårdutbildning var hon anställd på Visby lasarett 1978–1980 samt 1981–1985, på Sabbatsbergs sjukhus i Stockholm 1980–1981, och blev därefter engagerad vid Bryggeriteatern i Visby 1982–1984.
Alfvengren slog igenom 1984 med debutalbumet Magneter. Där fanns låten "När vi rör varann" ("Sometimes When We Touch"), vars svenska text av Ingela "Pling" Forsman sjöngs av Alfvengren på gotländsk dialekt. Detta följdes av några svensktoppsframgångar under de följande åren, bland annat duetten "Som stormen river öppet hav" (1986) med Mikael Rickfors, innan hon försvann ut ur rampljuset. Hennes låtar karaktäriserades främst av mjuk gitarrbaserad visaktig pop. Hon har givit ut tolv musikalbum varav sex studioalbum, det senaste en samling – Nakna mellan himmel och jord (2002).
Susanne Alfvengren har även åren 1985/1986 fått spela in sin version av låten "Macken", skriven av Claes Eriksson - som sedan blev den kultförklarade TV-serien gjord av Galenskaparna och After Shave (Claes Eriksson, Anders Eriksson, Peter Rangmar, Per Fritzell, Kerstin Granlund, Jan Rippe och Knut Agnred) Susanne Alfvengrens låt spelas som intro i del 2 i TV-serien. Alfvengren hade en mindre roll i långfilmen PS Sista sommaren (1988).
Susanne Alfvengren medverkade även i den svenska Melodifestivalen 2009 med melodin "Du är älskad där du går", som dock slogs ut från deltävling 4 i Malmö Arena den 28 februari 2009.
2010 blev Alfvengren hedersledamot av Gotlands nation i Uppsala.
På senare år har Alfvengren läst in en del ljudböcker. Hon har också fortsatt med spelningar i mindre format, bland annat i kyrkor, hembygdsgårdar och viskaféer.

### Privatliv
Hon gifte sig i juni 1990 med Didrik Lund (född 1952). De har två barn tillsammans.

## Diskografi

### Album
- 1984 – Magneter
- 1985 – Ögon man aldrig glömmer
- 1988 – Ibland så liten
- 1988 – Tidens hjul
- 1989 – Susanne Alfvengrens Bästa
- 1992 – I nattens sken
- 2000 – Hur mycket väger månen
- 2002 – Nakna mellan himmel och jord

### Singlar
- 2002 – "Nakna mellan himmel och jord"
- 2005 – "Basilika"
- 2006 – "Ängarna av guld"
- 2009 – "Du är älskad där du går"

## Ljudboksinläsningar (urval)
- 2009 – Svinhugg av Marianne Cedervall
- 2010 – Svartvintern av Marianne Cedervall
- 2011 – Spinnsidan av Marianne Cedervall
- 2013 – Stormsvala av Marianne Cedervall